# Parlamentsvalget i Portugal 1910
Parlamentsvalget i Portugal 1910 blev afholdt den 28. august 1910. Inden resultatet blev godkendt, kom dog revolution i landet, der afskaffede monarkiet den 5. oktober. I 1911 blev en konstituerende forsamling valgt. Valget var det femte på fem år.